# 8 Флора
8 Флора (енгл. 8 Flora) је астероид главног астероидног појаса са пречником од приближно 135,89 km.
Афел астероида је на удаљености од 2,546 астрономских јединица (АЈ) од Сунца, а перихел на 1,855 АЈ.
Ексцентрицитет орбите износи 0,156, инклинација (нагиб) орбите у односу на раван еклиптике 5,889 степени, а орбитални период износи 1192,587 дана (3,265 године).
Апсолутна магнитуда астероида је 6,49 а геометријски албедо 0,242.
Астероид је откривен 18. октобра 1847. године.